# Gerben Feitsma
Gerben Feitsma (Kollum, 9 februari 1887 - Kollum, 31 januari 1953) was een Nederlandse boer, bestuurder en collaborateur tijdens de Tweede Wereldoorlog. Van 1941 tot 1945 was hij burgemeester van Kollumerland. Naast het burgemeesterschap heeft hij diverse andere bestuursfuncties bekleed zoals voorzitter van het Waterschap Kollumerland-Oostdeel en is hij 15 jaar lid geweest van de gemeenteraad.
Na afloop van de oorlog heeft hij 1,5 jaar vastgezeten vanwege zijn hulp aan Nazi-Duitsland. Gerben Feitsma was de jongere broer van Jan Feitsma.

## Verder lezen
- Vries, Oebele (2008). Boer Gerben Feitsma. Portret van een Friese NSB-burgemeester. Bornmeer, Gorredijk. ISBN 9789056151928.